# French Open 2002 (Badminton)
Die French Open 2002 im Badminton fanden vom 14. bis zum 17. März 2002 in der Halle Carpentier in Paris statt. Das Preisgeld betrug 10.000 US-Dollar.

## Sieger und Platzierte
| Disziplin    | Gold                      | Silber                  | Bronze                               |
| ------------ | ------------------------- | ----------------------- | ------------------------------------ |
| Herreneinzel | Luo Yigang                | Wu Yunyong              | Stanislav Pukhov                     |
| Herreneinzel | Luo Yigang                | Wu Yunyong              | Nikhil Kanetkar                      |
| Dameneinzel  | Xie Xingfang              | Wang Rong               | Brenda Beenhakker                    |
| Dameneinzel  | Xie Xingfang              | Wang Rong               | Christina Sørensen                   |
| Herrendoppel | Cheng Rui Wang Wei        | Sang Yang Zheng Bo      | Tommy Sørensen Jesper Thomsen        |
| Herrendoppel | Cheng Rui Wang Wei        | Sang Yang Zheng Bo      | Martin Delfs Kasper Kiim Jensen      |
| Damendoppel  | Zhang Yawen Zhao Tingting | Wei Yili Zhang Jiewen   | Lene Mørk Helle Nielsen              |
| Damendoppel  | Zhang Yawen Zhao Tingting | Wei Yili Zhang Jiewen   | Natalia Gorodnicheva Elena Sukhareva |
| Mixed        | Zheng Bo Zhang Yawen      | Sang Yang Zhao Tingting | Cheng Rui Wei Yili                   |
| Mixed        | Zheng Bo Zhang Yawen      | Sang Yang Zhao Tingting | Wang Wei Zhang Jiewen                |

## Finalresultate
| Disziplin    | Sieger                    | Finalist                | Ergebnis                |
| ------------ | ------------------------- | ----------------------- | ----------------------- |
| Herreneinzel | Luo Yigang                | Wu Yunyong              | 7-5, 8-7, 7-4           |
| Dameneinzel  | Xie Xingfang              | Wang Rong               | 7-3, 7-2, 7-1           |
| Herrendoppel | Cheng Rui Wang Wei        | Sang Yang Zheng Bo      | 8-7, 7-1, 7-3           |
| Damendoppel  | Zhang Yawen Zhao Tingting | Wei Yili Zhang Jiewen   | 1-7, 2-7, 7-5, 7-5, 7-2 |
| Mixed        | Zheng Bo Zhang Yawen      | Sang Yang Zhao Tingting | 7-0, 7-4, 7-8, 3-7, 8-6 |